# Округ Мэн
Округ Мэн (англ. District of Maine) — юридическое обозначение округа, находившегося на месте нынешнего штата Мэн от американской независимости до Миссурийского компромисса 4 марта 1820 года, после чего он получил свою независимость от Массачусетса и стал 23-м штатом США.

## Колониальная история Мэна
Первые поселения на этой территории были основаны в 1607 году Плимутской компанией; прибрежная зона между реками Мерримак и Кеннебек, а также нерегулярный участок между верховьями двух рек, стала провинцией Мэн в 1622 году. В 1629 году была создана провинция Нью-Гэмпшир. До 1658 года колония Массачусетского залива ассимилировала провинцию Мэн в своей юрисдикции.
После основания в северо-восточной части нынешнего Мэна французских колоний в XVII и начале XVIII веков, Мэн стал ареной ожесточённого соперничества Франции и Англии.
Земли между Кеннебеком и Сент-Круа были подарены герцогу Йоркскому в 1664 году. В 1688 году эти земли (вместе с частью Нью-Йорка) были объединены в Доминион Новая Англия. Французы оспаривали западный Мэн вплоть до британского завоевания Новой Франции во Франко-индейских войнах.
С созданием провинции Массачусетс-Бэй в 1692 году, вся территория современного Мэна стала частью этой провинции. Под управлением Массачусетса, он впервые вошёл в состав округа Йорк, который был разделён после основания в 1760 округов Камберленд и Линкольн.
В 1778 году по решению Второго Континентального Конгресса, округ Мэн вошел в состав штата Массачусетс и стал самым северным из трёх округов в этом штате, его ограничили на западе река Пискатака, а на востоке река Сент-Круа.
Во время англо-американской войны 1812—1815 годов Британия завоевала большую часть Мэна включая земли от реки Пенобскот до границы с Нью-Брансуиком.
В 1820 году территория получила статус штата и была поделена на округа Хэнкок, Кеннебек, Оксфорд, Пенобскот, Сомерсет и Вашингтон.

## Штат Мэн
Конституция Мэна была утверждена в октябре 1819 года. 4 марта 1820 года она была утверждена Конгрессом, как часть Миссурийского компромисса, в котором свободные штаты Севера одобрили статус Миссури как рабовладельческого штата, а Мэна, как свободного. 15 марта 1820 года Мэн стал 23-м штатом США, а его главой стал Уильям Кинг.